# Yāpal
Yāpal (persiska: ياپال, واپَل, Yāpāl, یاپل) är en ort i Iran.   Den ligger i provinsen Kurdistan, i den nordvästra delen av landet, 400 km väster om huvudstaden Teheran. Yāpal ligger 2 023 meter över havet och antalet invånare är 652.
Terrängen runt Yāpal är kuperad västerut, men österut är den platt. Runt Yāpal är det ganska glesbefolkat, med 28 invånare per kvadratkilometer. Yāpal är det största samhället i trakten. Trakten runt Yāpal består i huvudsak av gräsmarker.